# Modello autoregressivo a eteroschedasticità condizionata
In econometria, un modello autoregressivo a eteroschedasticità condizionata o modello ARCH (dall'inglese AutoRegressive Conditional Heteroskedasticity) è un modello utilizzato nell'analisi delle serie storiche. È una funzione dei valori assunti dal processo agli istanti precedenti. Secondo una tipica formulazione, dato un processo {\displaystyle \{\varepsilon _{t}\}_{t}} per i rendimenti di un titolo, si ipotizza che {\displaystyle \varepsilon _{t}=\sigma _{t}z_{t}}, dove {\displaystyle z_{t}\sim N(0,1)\ \forall ~t} e {\displaystyle \sigma _{t}} segue un processo AR(p):
{\displaystyle \sigma _{t}^{2}=\alpha _{0}+\alpha _{1}\varepsilon _{t-1}^{2}+\cdots +\alpha _{p}\varepsilon _{t-p}^{2}}
in questo caso si parla di un modello ARCH(p), il quale può essere stimato usando il metodo dei minimi quadrati. 
Laddove la varianza dei disturbi di un modello ARCH segue un processo ARMA(p,q), si parla di modello GARCH(p,q) (Generalized ARCH, o ARCH generalizzato):
{\displaystyle \sigma _{t}^{2}=\alpha _{0}+\alpha _{1}\varepsilon _{t-1}^{2}+\cdots +\alpha _{p}\varepsilon _{t-p}^{2}+\beta _{1}\sigma _{t-1}^{2}+\cdots +\beta _{q}\sigma _{t-q}^{2}}
I processi ARCH e GARCH trovano ampio impiego nella finanza, come modelli per serie storiche di variabili finanziarie, che esibiscono eteroschedasticità. Lo sviluppo dei modelli ARCH ha fruttato a Robert Engle il Premio della Banca di Svezia per le scienze economiche in memoria di Alfred Nobel (Premio Nobel per l'economia) nel 2003.

## Verifica dei ritardi negli errori per modello ARCH: il metodo dei moltiplicatori di Lagrange
Una metodologia utile per verificare la lunghezza dei ritardi degli errori ARCH è quella del test del moltiplicatore di Lagrange, utilizzando la procedura seguente:
- Stimate il modello AR(q) che meglio si adatta alla serie storica sotto investigazione:

{\displaystyle y_{t}=a_{0}+a_{1}y_{t-1}+\cdots +a_{q}y_{t-q}+\varepsilon _{t}=a_{0}+\sum _{i=1}^{q}a_{i}y_{t-i}+\varepsilon _{t}}. 
- Ottenete il quadrato degli errori e operate una regressione di questi contro una costante e q ritardi:

{\displaystyle {\hat {\varepsilon }}_{t}^{2}={\hat {\alpha }}_{0}+\sum _{i=1}^{q}{\hat {\alpha }}_{i}{\hat {\varepsilon }}_{t-i}^{2}}